# Ercole Bentivoglio (condottiero)
Ercole Bentivoglio (Bologna, 15 maggio 1459 – 10 giugno 1507) è stato un condottiero italiano.

## Biografia

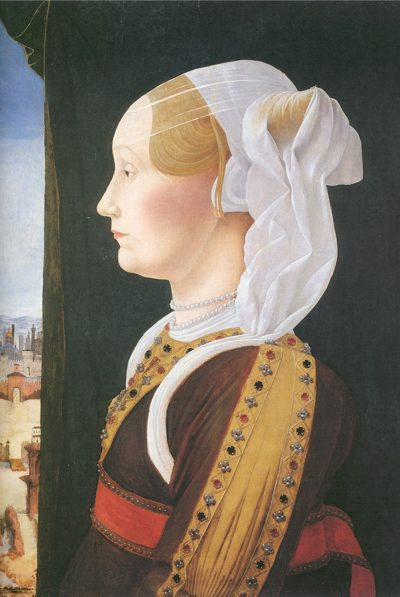
La madre Ginevra Sforza

Nacque da Sante Bentivoglio, allora signore di Bologna, e da Ginevra Sforza, figlia di Alessandro, signore di Pesaro. Era previsto che la successione al potere della città spettasse al cugino di Sante, Giovanni, e così Ercole a tre anni fu allontanato da Bologna per essere affidato ai Medici perché ne curassero l'educazione, e a Firenze rimase ancora quando, morto improvvisamente il padre nel 1463, la madre si risposò nel 1464 proprio con Giovanni Bentivoglio, del quale sembra fosse amante già da anni.
Dal 1483 si mise al servizio di Lorenzo de' Medici e fu uno dei capitani delle truppe fiorentine che combatterono in Lunigiana contro Genova, guadagnandosi la nomina di governatore di Pietrasanta, strappata ai Genovesi nel 1486. Il 28 gennaio 1487 fu tra gli invitati alle nozze del fratellastro Annibale Bentivoglio, figlio di Giovanni e di sua madre Ginevra Sforza, con Lucrezia, figlia naturale di Ercole d'Este, nelle quali furono presenti quasi tutti i capi di Stato della Penisola, compreso il papa Innocenzo VIII.
Si stabilì a Pisa. Dopo la cacciata di Piero de’ Medici da Firenze, la Repubblica entrò in guerra contro Pisa, e Bentivoglio subì una grave sconfitta da Lucio Malvezzi sul Serchio. Si rifece a Cascina e poi a Bientina, dove nell'aprile del 1496 sconfisse i veneziani comandati da Giampaolo Manfrone: in questa battaglia rimase ucciso lo zio Francesco Secco, altro capitano di ventura e nonno materno della moglie Barbara.
Nel 1497 passò al servizio di Siena e in luglio a quello del papa Alessandro VI, che cercava di allargare alle Marche i possedimenti dello Stato pontificio e di favorire l'avventura del figlio Cesare; dopo alterne vicende, Bentivoglio concluse un trattato con la città di Fermo, che il papa, non soddisfatto, non accettò, revocandogli l'ingaggio. Nel 1499 il Bentivoglio si stabilì con la famiglia a Fermo, dove gli era stato messo a disposizione un palazzo.
Richiamato dal papa per appoggiare l'impresa di Cesare Borgia, alla fine dell'anno partecipò all'assedio della rocca di Forlì che cadde il gennaio seguente e Caterina Sforza fu fatta prigioniera dal Borgia. Per tutto l'anno condusse operazioni militari nella Romagna agli ordini di Cesare e il 20 ottobre 1500 entrò a Pesaro, i cui cittadini avevano cacciato Giovanni Sforza.
Tornato a Fermo nel 1501, sospettò che la moglie lo tradisse e la fece rinchiedere in una cella del palazzo poi, convinto che le accuse contro Barbara Torelli fossero false, la liberò e questa in giugno fuggì a Urbino dalla madre, accusandolo di aver cercato più volte di farla prostituire. Nelle mani del Bentivoglio rimase la dote della Torelli e delle figlie, che seguirono la madre.
Nel 1502 passò nuovamente al servizio della Repubblica di Firenze, minacciata dalle mire di Piero de' Medici che, con l'aiuto di Vitellozzo Vitelli, di Fabio Orsini e di Giampaolo Baglioni, cercava di rientrare in possesso della Signoria.
Il 1º maggio 1503 venne nominato governatore generale delle milizie fiorentine. In tale veste, assediò lungamente Pisa ma senza successo, grazie ai rifornimenti che ai pisani giungevano da Genova e da Napoli dal mare e di qui lungo l'Arno: il progetto, caldeggiato dal Machiavelli, che lo aveva fatto accettare al perplesso gonfaloniere Pier Soderini, di deviare il fiume da Pisa, fu abbandonato perché troppo lungo e costoso e infine l'assedio fu tolto.

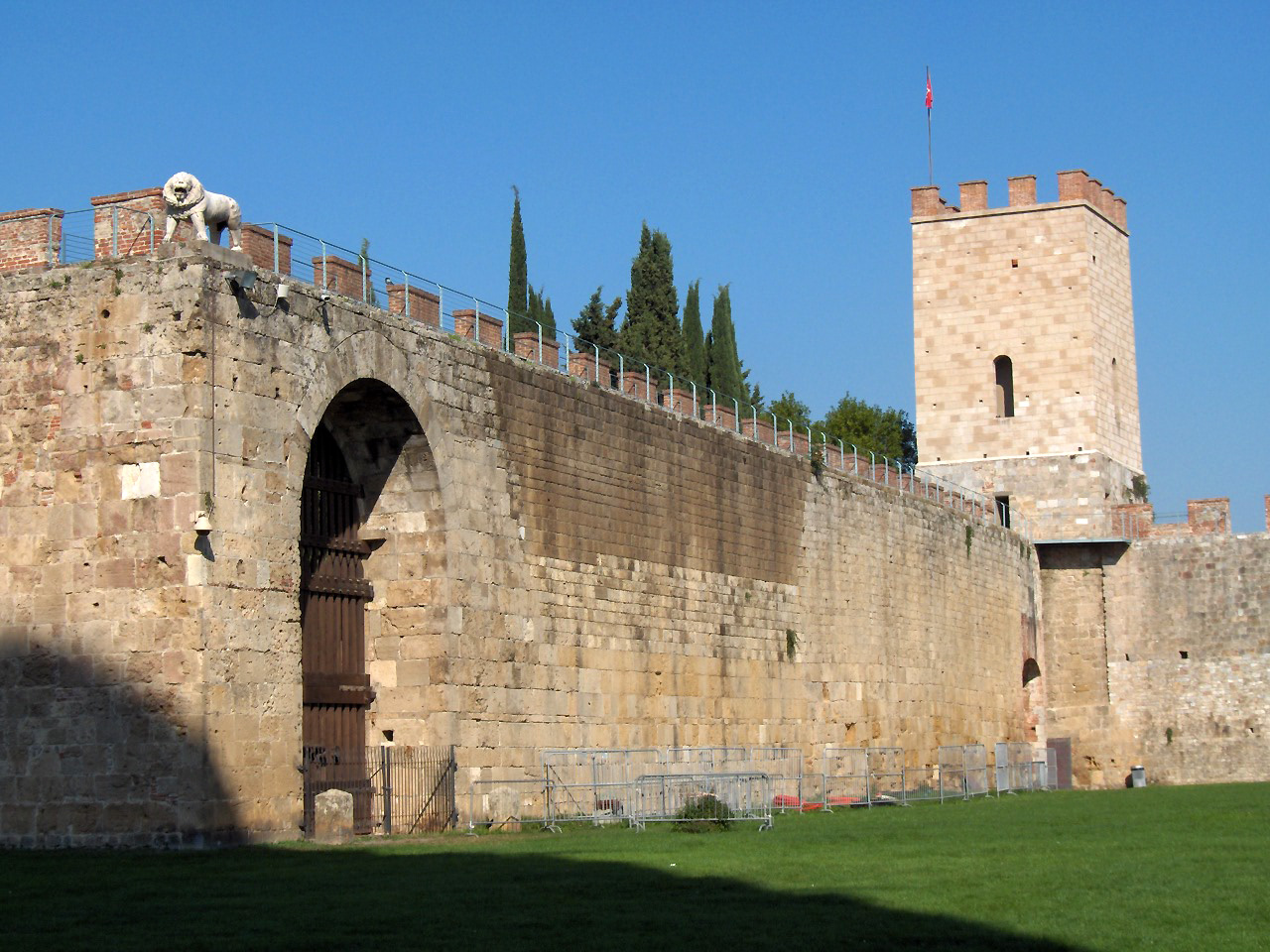
Mura di Pisa

Il 17 luglio del 1505 Bentivoglio colse il maggior successo di tutta la campagna affrontando alla Torre di San Vincenzo Bartolomeo d'Alviano che cercava di riunire le sue forze con quelle del Baglioni: l'Alviano dovette fuggire lasciando ai Fiorentini migliaia di prigionieri, cavalli e salmerie . Promosso capitano generale, ritenne che questa vittoria gli permettesse di saldare definitivamente i conti con Pisa e la Repubblica, in agosto finanziò il nuovo assedio della città con nuovi fanti e altre artiglierie. Sotto gli occhi del Machiavelli, le artiglierie riuscirono a provocare delle brecce nelle mura della città ma l'attacco della fanteria, mal condotta, fu completamente respinto con gravi perdite e il 14 settembre Bentivoglio dovette nuovamente abbandonare l'assedio: accusato di essere il maggiore responsabile della sconfitta, fu licenziato nel 1506.
Passò allora al servizio del papa Giulio II come capitano agli ordini di Francesco Maria Della Rovere. Morì nel giugno del 1507, tanto che nel successivo settembre la vedova Barbara poteva sposare Ercole Strozzi.
È interessante la sua lettera inviata al Machiavelli il 25 febbraio 1506, nella quale ricordava «questi tempi tanto infelici» per l'Italia e «la mala sorte nostra de questi tempi» alla quale credeva che si sarebbero aggiunti mali ulteriori, ed esprimeva la speranza che Machiavelli, con la sua opera di storico, potesse almeno far rivalutare agli occhi dei posteri l'opera di coloro che avevano cercato di essere «preservatori dello honore e reputacione italica».

## Discendenza
Nell'ottobre del 1491 sposò Barbara Torelli, figlia di Marsilio Torelli, conte di Montechiarugolo, dalla quale ebbe nel giro di due anni le figlie:
- Costanza (c. 1492 - testò il 7 giugno 1524[2]), sposò in prime nozze poco prima del 21 gennaio 1506 Lorenzo Strozzi di Ferrara e in seconde nozze verso il 1520[3] Filippo Tornielli di Novara (?-1556);
- Ginevra (c. 1493 - testò il 20 luglio 1524[4]), sposò in prime nozze il 4 agosto 1507[5] Galeazzo Sforza, signore di Pesaro, da cui non ebbe figli, e in seconde nozze[4] Manfredo Pallavicino di Cortemaggiore, partigiano degli Sforza (?-giustiziato 6 luglio 1521)[6], da cui ebbe i figli Ercole e Sforza.

## Ascendenza
|                    |                   |                                 | Genitori |  |  | Nonni              |  |  | Bisnonni               |  |
|                    |                   |                                 |          |  |  | Ercole Bentivoglio |  |  | Giovanni I Bentivoglio |  |
|                    |                   |                                 |          |  |  | Ercole Bentivoglio |  |  | Giovanni I Bentivoglio |  |
|                    |                   | Elisabetta da Castel San Pietro |          |  |  | Ercole Bentivoglio |  |  |                        |  |
| Sante Bentivoglio  |                   |                                 |          |  |  | Ercole Bentivoglio |  |  |                        |  |
|                    |                   | ...                             | ...      |  |  |                    |  |  |                        |  |
|                    |                   | ...                             | ...      |  |  |                    |  |  |                        |  |
|                    |                   | ...                             | ...      |  |  |                    |  |  |                        |  |
| Ercole Bentivoglio |                   | ...                             |          |  |  |                    |  |  |                        |  |
|                    | Alessandro Sforza | Giacomo Attendolo               |          |  |  |                    |  |  |                        |  |
|                    | Alessandro Sforza | Giacomo Attendolo               |          |  |  |                    |  |  |                        |  |
|                    | Alessandro Sforza | Lucia Terzani                   |          |  |  |                    |  |  |                        |  |
| Ginevra Sforza     | Alessandro Sforza |                                 |          |  |  |                    |  |  |                        |  |
|                    |                   | ...                             | ...      |  |  |                    |  |  |                        |  |
|                    |                   | ...                             | ...      |  |  |                    |  |  |                        |  |
|                    |                   | ...                             | ...      |  |  |                    |  |  |                        |  |
|                    |                   | ...                             |          |  |  |                    |  |  |                        |  |